# Beijing Enterprises Group F.C.
Beijing Enterprises Group Football Club (kinesisk: 北京控股; pinyin: Běijīng Kònggǔ) eller almindeligvis kendt som  BG (kinesisk: 北控; pinyin: Běi Kòng), er en professionel kinesisk fodboldklub, som spiller i den næstbedste kinesiske fodboldrække, China League One. Holdet har basis i Beijing og deres hjemmestadion er det Olympiske Sportscenter som har kapacitet til 36.228 siddende tilskuere. Holdets nuværende hovedaktionær er konglomeratet Beijing Enterprises Holdings Limited.
I 2018 købte klubben Dominic Vinicius i Vejle Boldklub og gjorde angriberen til VB's største salg nogensinde.
| Fodbold | Spire Denne artikel om en fodboldklub er en spire som bør udbygges. Du er velkommen til at hjælpe Wikipedia ved at udvide den. |